# Charles Pozzi
Charles Pozzi, geboren als Carlos Alberto Pozzi (Parijs, 27 augustus 1909 – 28 februari 2001) was een  Frans Formule 1-coureur. Hij nam deel aan zijn thuisrace in 1950 voor het team Talbot-Lago, maar scoorde hierin geen punten.